# Ampelion rufaxilla
Ampelion rufaxilla là một loài chim trong họ Cotingidae.